# デアデビル
デアデビル（Daredevil）、またはマシュー・マイケル・“マット”・マードック（Matthew Michael "Matt" Murdock）は、マーベル・コミック刊行の複数のコミック作品に登場する架空のスーパーヒーロー、また、彼が登場する漫画作品、映画のタイトルである。“デアデビル”とは英語で「命知らず」の意。 スタン・リーとビル・エヴェレットによって創造されたこのキャラクターは『デアデビル』第1号（1964年4月）に初登場した。フランク・ミラーの在職期間である1980年代初頭には、マーベル・ユニバースの中でも高い人気を誇るキャラクターとなり、様々な別名でも知られるようになった。

## 概要
1964年にデビュー。1979年、フランク・ミラーが第158号から作画を担当し、第168号からストーリーに携わるようになって以来、リアル路線が徹底される。超自然的な事象が起こる等というマーベルらしさは無く、貧困や人種問題を扱ったリアルな世界観が人気となった。

## 人物
本名はマシュー・”マット”・マードック (Matthew "Matt" Murdock)。
真紅のコスチュームに身を包んだ盲目のクライムファイター（＝犯罪者対策専門の英雄）で、Daredevil（命知らず）・The Man Without Fear（恐れを知らぬ男）として知られる。
ニューヨークのスラム街、ヘルズ・キッチン地区の出身。父は二流のプロボクサージャック・“バトリング”・マードック。母グレースはマットを産んだ直後に早逝（した事にして生存を隠していた。）、父はマットをスラムから脱出させるために勉強漬けにした。
子供の頃事故で放射性廃棄物を浴びて両目を失明したマットは超人的な聴覚・嗅覚・触覚・味覚、内耳に与えられた影響で驚異的な反射神経と平衡感覚、音の反響を三次元のイメージとして捉えるレーダーセンス（反響定位）を身につけた。
父はマットが通い始めたコロンビア大学の学費を稼ぐために八百長試合に応じるが、ボクサーとしての誇りを捨てきれずに試合に勝ってしまったため、見せしめとしてギャングに殺されてしまう。天涯孤独の身の上となったマットは、ボクシング・忍術・器械体操・柔道・マーシャルアーツ等を体得する。
コロンビア大学法科大学院を首席で卒業後弁護士となり、親友フランクリン・“フォギー”・ネルソンと独立開業したマットは、父を殺した犯人を突き止めるが証拠不十分で起訴することができなかった。法の限界を思い知ったマットはデアデビルとなって彼らを追い詰め、ついに自白させた。以降はクリントン地区と名が変わった自分の故郷を中心に主に夜間はデアデビル、昼は弁護士として活動する。

## 能力・武器

### 特殊能力
レーダーセンス
生体レーダー。音の反射で、三次元的（立体的）な位置関係や、物の形状を知覚する。
超人的な四感
視覚を除く全ての感覚が超人レベルまで向上している。

聴覚
心臓の鼓動を聞き取り、そのペースによって、相手が嘘を言っているかどうかを見破ったり、敵の銃の残弾数を把握したりすることが出来る。集中状態だと数km先の声も聞き取ることができるため、悲鳴や銃声などで事件の位置を把握する。
触覚
周囲の温度、および気圧の変化を感じとることが出来る他、ペンや鉛筆など筆記用具で紙に書かれた文字を指先で触り読み取ることができる。
嗅覚
特定の人物の匂いを嗅ぎ分けられる。
味覚
物質を口に含むだけで、その成分の把握をし、毒物の有無を判別することができる。
超人的な反射神経
銃で撃たれても回避できるのみならず、弾丸の軌跡を読み取って叩き落すことが可能。
超人的な平衡感覚
空中に張られた縄の上でバク宙するなど、人並み外れた平衡感覚を持つ。

### 特殊技能
総合格闘術
柔道とボクシング、棒術、忍術、その他様々の格闘技や体術を組み合わせた総合格闘術を身につけている。他にも特殊能力を活かすための感覚活用術も学んでいる。
弁護能力
コロンビア大学法科大学院を首席で卒業するなど、法律・犯罪学への知識が豊富である。そのため弁護士としての評判も高く、スーパーヒーローを含む弁護の依頼が多数ある。

### 装備
コスチューム
赤色を基調としたデザインのコスチューム。レザー製で出来ている。
登場初期(〜#7)は、マスクと手足のみ黄色のスーツで活動している。90年代には黒を基調としたコスチュームを使用した時期もある。
ビリー・クラブ
普段から所持しているギミック内蔵の白杖。棍棒やヌンチャクのように武器として用いるだけでなく、内蔵したケーブル(約9m)を先端部から発射し、高い場所に巻きつけスイングする移動手段にも用いられる。

### 弱点
騒音
感覚を主に聴覚に頼っていることから、大きな音が弱点となる。そのため、地下鉄など騒音がひどい場所、轟音が響く場所などでは、レーダーセンスが無効化してしまう。さらに雨音などでも感覚が鈍ることなどもある。
常人の身体
身体などは普通の人間と同等のレベルであるため、戦闘中に重傷を負ったり、毒物やガス類に侵されたりすることがある。
色盲
盲目であるため、色彩の識別をすることが不可能。(この特性から、パープルマンの能力を無効化することもできる。)

## 関連人物

### 主な協力者
フランクリン・“フォギー”ネルソン (Franklin "Foggy" Nelson)
腕利きの弁護士。マットの大学時代に同室になって以来の付き合いで、一緒に法律事務所を開いた親友でありパートナー。当初はマットがデアデビルであることを知らなかったが、そのことを明かされた今も変わらずに接している。ファンタスティック・フォーの顧問弁護士を勤めたことがある。
カレン・ペイジ (Karen Page)
女優を目指してNYに来た女性。女優業が軌道に乗るまでのつもりでマットとフォギーの事務所の秘書として働き始める。誰もが羨む美貌で、そのせいでパープルマンに誘拐され、デアデビルに恋心を抱き、紆余曲折を経て恋人となる。しかし、二重生活を送るマットとのすれ違いと別れ、女優業の成功と没落、薬物依存の果てに、マットとブルズアイの戦いに巻き込まれて命を落とす
ジャック・マードック (Jack Murdock)
マットの父。故人。プロボクサーであったが、ギャングから持ちかけられた八百長試合を、正々堂々と戦う姿をマットに見せる為に無視し射殺された。(八百長の相手はカール・クリールこと後のアブゾービングマンで、この試合で負けたことが力を得る遠因となった。)
マザー・マギー (Sister Maggie)
本名：グレイス・マードック。
マットの実母。マットが物心つく前に離婚し、修道女となった。ヘルズ・キッチンにあるカトリック教会で奉職している。マットが苦境に陥った時などに相談に乗り、心の支えになっている。マットには母であることを勘ぐられても、そのことを明かさないでいる。
ベンジャミン・"ベン"・ユーリック (Ben Urich)
犯罪を専門とするデイリー・ビューグルの記者。出生は不明であるが、若い頃からジャーナリズムに対して情熱を持っており、学生時代からアルバイトとしてデイリー・ビューグル社で働いていた。デアデビルの正体をマットだと気づくが、彼の正体がバレて仕舞えば街の平和が守れなくなってしまうと思い、情報を隠すことにしている。デアデビルの他にも、キングピンやグリーンゴブリンの正体なども探っている優秀な記者である。
スティック (Stick)
年齢不詳の盲目の老人。故人。六尺棒を主な武器をしており、あらゆる格闘技術に優れる。視覚を失ったマットの才覚を見出し、その人並みはずれた感覚を鍛え上げ格闘術を教授した。白装束の忍者集団チェイストの首領でもあり、ザ・ハンドと長い抗争を繰り返して来たが、その戦いの最中に命を落とした。
エレクトラやウルヴァリンも、彼の弟子である。故人であるにもかかわらず、苦境に陥った弟子たちの前に霊的存在として現れては、修行を手伝ったりする事がある。
エレクトラ（Elektra）
本名：エレクトラ・ナチオス。
後にマットの最愛の恋人となる。釵という十手に似た武器を操る暗殺者で、マーシャル・アーツに長けている。一度ブルズアイに殺されたが、後に復活した。一時期スクラルが入れ替わり、ザ・ハンドの首領になったこともある。後にデアデビルを名乗り活動をする。
エコー（Echo）
本名：マヤ・ロペス。
聴覚障害者でマーシャルアーツの達人。他者の動きを見てコピーする能力を持つ。父親が死んだ後キングピンに育てられヴィランとして登場した。デアデビルを父の仇と思わされていたが和解し、シルバー・サムライの偵察をしに日本に渡るなどデアデビルの協力者になった。その後は「ローニン」と名乗って日本で暗躍したり、ニューアベンジャーズのメンバーとなったりするといった活躍をしている。
ブラインドスポット (Blindspot)
本名：サミュエル・チャン
デアデビルの戦闘面でのサイドキック。高い身体能力の持ち主で、ザ・ハンドやテンフィンガーズと戦う自警団。

#### 他のスーパーヒーロー
ニューヨークを拠点とするヒーロー、ストリートファイターなどが仲間となることが多い。
スパイダーマン（Spider-Man）
本名：ピーター・パーカー。
蜘蛛の能力を持つヒーロー。同地区で活動しているデアデビルとよく共闘する。互いの正体を知っている。ピーターがトラブルになった時には弁護士のマットとして助けたり、一時的に失明してしまった際に暗闇で動くコツを伝授したりしたこともあるなど、デアデビルとしてもマット・マードックとしても仲がいい。
アイアン・フィスト (Iron Fist)
本名：ダニー・ランド。
秘境クン・ルンで拳法の修行を積んだ武道家。シビル・ウォーでマットが逮捕され投獄されていた間、デアデビルの代役を務めていたことがある
ブラック・ウィドウ（Black Widow）
本名：ナターシャ・ロマノフ。
元は旧ソ連のスパイだが、現在はフリーのエージェント。ヒーローチーム・アベンジャーズの一員でもある。マットと交際していた時期もある。
パニッシャー（Punisher）
本名：フランク・キャッスル。
犯罪者を殺す私刑人。同地区で活動しているデアデビルと自警団としての信念についてよく衝突する。
デッドプール（Deadpool|Deadpool）
本名：ウェイド・ウィルソン。
不死身のミュータント。傭兵のため敵にも味方にもなる。

#### 他のスーパーヒーローチーム
ファンタスティック・フォー（Fantastic Four）
主にニューヨークを拠点に戦う4人組のヒーローチーム。一時期FFのメンバーに加わったことがある。同僚であるフォギーが彼らの顧問弁護士を務めたことも。

### 敵対者
ギャングや殺し屋、暗黒街の黒幕、あるいは殺人鬼などが相手となることが多い。
キングピン(Kingpin)
本名：ウィルソン・グラント・フィスク
ニューヨークの裏社会を牛耳る男。禿頭の巨漢で、一見ぶよぶよに見える身体は実は筋肉の塊。その格闘能力、筋力、体力は常人の極限値である。また、大犯罪組織を取り仕切るだけあって、頭脳明晰、リーダーとしての腕前も確かである。冷酷な男だが、妻のヴァネッサにだけは深い愛情を示し、ロマンチストな面も見せる。
その存在感やキャラクターの強さから、他の作品へ登場することも多い。特に『パニッシャー』や『スパイダーマン』でも代表的なヴィランの一人に置かれている。また、彼に関係したことによって、力を増したり、ヴィランとなってしまったりした敵も多い。
*アニメ『スパイダーマン』で彼自身が語ったところによると、体脂肪率は2パーセントしかない。
ブルズアイ (Bullseye)
本名不詳。傭兵で殺し屋。“ブルズアイ”とは英語で「大当たり、命中」の意。手裏剣やダーツなどの投擲の腕前は百発百中。投擲用に作られた武器に限らず、棒切れや花瓶などの手に持って投げることの出来るあらゆるものを凶器に変える暗殺の達人(この能力はスーパーパワーなのか技能なのか不明で"フリンジ・パワー"と呼ばれる)。さらにオリンピック選手レベルのアスリート級身体能力を持ち、特にアクロバットやボクシング、カンフーなどの格闘技に精通している。元はキングピンお抱えの暗殺者No.1だったが、エレクトラにその座を奪われ、それを恨んでエレクトラを殺害した。以来、デアデビルとは因縁の関係である。一時期ノーマン・オズボーンが設立したダークアベンジャーズにてホークアイの偽物を演じていた。傷ついた脊椎骨をアダマンチウムで補強した。
レディ・ブルズアイ (Lady Bullseye)
本名：マキ・マツモト
幼少期にザ・ハンドに誘拐され、ヤクザ組織で囚われの身になっていたところに、ブルズアイが侵入しヤクザを次々と始末してしまった。そんな彼の技に魅了されたマキは組織を脱出し、マスター・イゾーの下で格闘技の訓練に明け暮れた。
タイフォイド・マリー (Typhoid Mary)
本名：マリー・ウォーカー
解離性同一障害を持ち、善人の"マリー"、凶暴な"タイフォイド・マリー"に加えて軍の実験により更に凶暴な"ブラッディ・マリー"という人格も生まれる。マリーは他人を操る能力を、タイフォイドとブラッディは念力と発火能力、催眠能力を持つ。
*モデルとなった実在の"タイフォイド・メアリー"についてはメアリー・マローンを参照のこと。
ザ・ハンド (The Hand)
悪魔ザ・ビーストに仕え、その魔術によって強化された忍者集団。リーダーはマツオ・ツラヤバ（名前でわかるように日本人である）。エレクトラもかつて所属していた。『X-MEN』でもサイロックやオメガ・レッド等の事件で深く絡んでいる。
スティルトマン (Stilt-Man)
本名：ウィルバー・デイ
竹馬男の意味。伸縮する脚部を備えたアーマーを着用したヴィラン。元々は科学者・発明家で、盗用した技術で伸縮自在の脚部アーマーを開発。高層ビル専門の盗人として活動していたが、後に殺し屋となる。デアデビルと共にスパイダーマン、ブラックウィドウなどと戦うが、アーマースーツの強力化にともない、アイアンマンやソーなどとも戦った。名前を踏襲した四代目までが存在する。
オウル (the Owl)
本名：リーランド・オウルスレイ
脱税とマネーロンダリングのプロ。以前より金融界で有名で、その犯罪が表沙汰になるまでは「ウォール街のフクロウ」の二つ名を有していた。特殊な血清の作用でフクロウのように暗視能力・かぎ爪・短距離を滑空する能力を持つようになった。金属製の鉤爪と滑空を補助するケープを身にまとう。エレクトロやヴァルチャーを部下として使うこともあり、弁護士のマット・マードックとも、ヒーローのデアデビルとも何度も敵対しているヴィラン。
ニューク (Nuke)
本名：フランク・チャールズ・シンプソン
戦争のための生体兵器として様々な戦争や作戦に送られ利用されている。ウェポン・プラス計画の第7段階目の被験者。強靭な肉体を得る一方、狂言的な愛国精神も植え付けられた。不安定な精神状態をコントロールするために三色の錠剤を携帯している(青は沈静、白は安定、赤はアドレナリンの増加)。
グラディエーター(Gladiator)
本名：メルヴィン・ポッター
自作のアーマースーツを着用したヴィラン。手首に装着したタングステン合金製の丸ノコを主な武器とする。元は「スポットライト・コスチュームショップ」という名の店を経営するファッションデザイナーだったが、覆面を被って人気を集めるヒーローたちに対して憎悪を抱き、個性的なコスチュームをつければ人気になれることを証明するため、戦闘用アーマースーツを自作し覆面ヒーローと戦うようになった。
マン・ブル (Man-Bull)
本名：ウィリアム・タウレンス
若くして犯罪に手を染め落ちぶれていたタウレンスは、プロフェッサーという名の悪の科学者のもとで働き始めた。自ら志願し人間を牛の特徴を持つ超人に変化させる血清の研究の実験体となったことで強靭な肉体と牛のような見た目となってしまった。
ミスター・フィアー (Mister Fear)
本名：ゾルタン・ドラゴ
元は売れない蝋人形館を経営する蝋人形職人。ヒーローやヴィランの蝋人形を展示していた。 世の中を見返してやろうと蝋人形に命を吹き込む薬品を研究していたが、偶然にも人に恐怖を感じさせるガスを発明。これを使って強盗を働くことを思いつく。 後にスタール・サクソンと同房に収容、サクソンに襲撃を受けて死亡し装備と衣装を奪われる。
シニスター・シックス (Sinister Six)
彼らは主にスパイダーマンを敵対視しているが、同地区で活動をしているため幾度となく戦っている。

### 交流
- ミュータント・ヒーローチームX-MENの一員であるウルヴァリンとは兄弟弟子[注 1]。
- スパイダーマン、パニッシャー、ゴーストライダーと共闘する事も。

## 関連団体
ネルソン&マードック法律事務所
コロンビア大学卒業後に友人兼同期のフォギー・ネルソンと建てた法律事務所。
社会的に弱い立場の人間や本当に助けが必要な人間を主な顧客としているため、弁護料も十分に払われているとは言い難い。
ヒーローからの依頼なども多く、スパイダーマン、ファンタスティック・フォーなどニューヨーク在住のヒーローの弁護も務めている。

## クロスオーバー

### DCコミックス
バットマン
ヴィランとしてハービー・デント / トゥーフェイスが登場。マットとハービーは同じコロンビア大学法学部時代の同級生として登場しており、互いにその能力を認め合い法律に則って悪と戦うことを誓っている。ミスター・ハイドと組んだトゥーフェイスを追い、バットマンと共闘する。当初バットマンと争った際には、バットマンが放ったバットラングの軌跡を全て読み取り空中で全て掴み取ってしまった。
デスストローク
DCとの大規模クロスオーバー「アマルガム・コミックス」にて、デスストロークと合体し、女性戦士"スレイド・マードック / デア"として登場。盲目でレーダーセンスを持つデアデビルの要素と、右目を失明しているデスストロークの要素を受け継いでいる。エレクトラとキャットウーマンが合体した"キャッツサイ"とコンビを組み、"アサシンズ"を名乗って活動している。
グリーンアロー
マーベルとDCのクロスオーバー企画『デッドプール/バットマン』に並録される短編作品でのクロスオーバー。

## 影響を与えたキャラクター
ティーンエイジ・ミュータント・ニンジャ・タートルズ
ミラージュ・スタジオから出版された4人組のヒーローグループ。
彼らの登場する最初のコミックは、ティーンエイジャーミュータントが登場する「ニュー・ミュータント」と、主にニューヨーク市の地下組織と敵対する「デアデビル」のパロディとして作られた。
タートルズが敵対するザ・フット(=足)はデアデビルに登場する忍者組織ザ・ハンド(=手)のパロディとなっている他、彼らの師匠であるスプリンターもデアデビルの師匠であるスティックのパロディではないかと考えられる。
ブラインドスポット
DCコミックスのワイルドストームのインプリントとダイナマイト・エンターテインメントにて出版された「ザ・ボーイズ」を実写ドラマ化した『ザ・ボーイズ』に登場するスーパーヒーローの一人。盲目であるが聴覚が非常に発達しており、運動能力の高さを活かして戦うというデアデビルのパロディヒーロー。

## 書誌情報

### 翻訳版
- デアデビル：マン・ウィズ・アウト・フィアー

2015年9月30日発売。ISBN 9784864912433
- デアデビル：ボーン・アゲイン

2015年12月15日発売。ISBN 9784863323100
- デアデビルVSパニッシャー

2016年3月29日発売。ISBN 9784864912686
- デアデビル：イエロー

2016年6月22日発売。ISBN 9784796875981
- ホワット・イフ？ side A

2021年3月11日発売。ISBN 9784796878302
「もしもデアデビルがS.H.I.E.L.D.のエージェントになったら？」収録
- デアデビル：ノウ・フィアー

2023年8月24日発売。ISBN 9784796873482
- デアデビル：ノー・デビルズ、オンリー・ゴッド

2024年10月18日発売。JAN 4991307412749

## MCU版
マーベル・シネマティック・ユニバース（MCU）では、チャーリー・コックス、幼少期をスカイラー・ギアートナーが演じる。日本語吹替は内田夕夜、幼少期を村瀬歩が担当する。
本項は、“アース616”（正史の宇宙）におけるマット/デアデビルを主軸として表記する。

### キャラクター像
生まれ育ったニューヨークのヘルズ・キッチンで活動する弁護士。ボクサーである父ジャック・マードックと修道女の母マギー・グレースの間に生まれたが、産後うつ病を抱えてしまった母とは物心つく前に生き別れ、父と2人暮らしになり、9歳の頃に自動車事故から老人男性の命を救い、その際トラックから転げ落ちた有害廃棄物を顔に浴びて盲目となってしまった。それから自身の養育費のために八百長試合で金を得ていたジャックが念願のクリールとの試合に自分の勝利に掛け金を全てつぎ込むと負けるように持ち掛けられても、負ける指示に従わずに試合に勝ったために殺害された一件から“聖アグネス孤児院”に預けられた。そこで盲目の老人スティックと邂逅し、その頃から苦しむ程鋭敏となった感覚の制御法、そしてさまざまな体術を厳しく教わり、そのお陰で白杖無しでも普段の暮らしに支障がないほどの日常生活を送れるようになった。しかしある日、スティックと出会って初めて奢られたアイスクリームの包み紙で作った腕輪を彼への厚意からプレゼントして失望された出来事を境にスティックに去られた。
やがて2010年秋、コロンビア大学でルームメイトとして出会ったフォギー・ネルソンと親友になって数年後首席で卒業。“ランドマン法律事務所”のインターンとなるが、弱者の救済ではなく雇用主の利益重視な方針に嫌気がさしてフォギーと2人で法律事務所を立ち上げることを決めた。その直後、生前の父からの「戦うな」という言葉に反し、娘を虐待する狡賢い男を独断で制裁した出来事を受けて、法律だけで裁ききれない悪に立ち向かう自警団としても人知れず戦うことを決意した。
普段は笑みが溢れることも多いほどゆったりとした物腰で、映画は観ないがレコードで音楽を聴くと語るなど独特の嗜好も有し、銃器と殺人を嫌う敬虔なカトリック教徒でもある。弁護士の道に進むほど強い道徳心と正義感の持ち主でありつつも、自警活動において挑みかかってくる悪人らに対しては、完膚無きまで叩きのめすほどの容赦無い姿を見せ、目的を達成できなかったり親しい人物の救出に失敗したりすると、周囲の物を勢いよく投げつけるなどの感情的な行動に出てしまうこともしばしばである。そんな日々の行いに疑問を抱えていることから仕事の合間に“クリントン教会”でポール・ラントム神父へ懺悔したり、夜に“フォグエル・ジム”に通ってサンドバッグ打ちに励んでいる。
2015年に、フォギーと2人で“ネルソン＆マードック法律事務所”を立ち上げ、最初の依頼人であるカレン・ペイジを秘書に迎えると、昼は弁護士、夜は法で裁けない悪を制裁するクライムファイターとしての活動に本格的に乗り出し、後者に関して当初はマスコミなどに、「ヘルズ・キッチンの悪魔」・“覆面の男”と適当なあだ名を付けられて世間から呼ばれたが、最大の宿敵となるウィルソン・フィスク/キングピンを一度打倒して以降は、新聞社“ニューヨーク・ブレティン”から呼ばれた「向こう見ず」の意味を持つ“デアデビル”の二つ名を持つようになる。

### 超感覚
前述の化学廃棄物の影響で超人的なほど鋭敏となった五感（視覚を除く）と、これに基づく把握・認識能力。孤児になった当初は、感覚の制御ができないまま周囲から感じ取った無数の情報と、父親が死んだことへの動揺もあって落ち着くことが困難な程のパニック状態に陥ったが、スティックの指導を受けたことで感覚の制御をものにした。
聴覚
些細な物音や他者の呼吸音と心音、近距離からはるか遠距離まで僅かな音でも聴き取り、聴力の調節も可能。このため、他者の嘘を見抜けるほか、音を立体的に捉えて脳内でイメージすることや、敵の銃の残弾数の把握と発砲準備の察知、雑踏の中でも特定の対象者の足音のパターンを聞き分けてその人物への尾行、他者の電子錠の操作音盗聴とその開錠番号判別にまで応用できる。
嗅覚
建物の3階上の人物の匂いをも嗅ぎ取れる。また、健康状態が芳しくない人物の体臭を嗅ぎ分け、病状も識別できる。
触覚
両手の指先で触れることにより、独学で覚えた点字の読み取りと、一度触れたことがある顔立の持ち主の認識・言い当てができる。
味覚
口に入れた食品の成分を正確に言い当てられる。
空間認識能力
バランスや方向、空気密度の微妙な変化と振動、温度の僅かな違いを通して現地だけでなく壁の向こう側の様子をも正確に読み取れる。このため、風を切る弾丸や相手の動きを一瞬で感じ取り、敵が残したわずかな手がかりの察知からダイヤル式金庫の暗証番号の解読までできるなど、視覚が無くとも並大抵の人間の感覚で掴めない幾多の情報を得られる。

### 身体能力・技能
超人レベルの耐久力と筋力は無いものの、幼少期にスティックから受けた訓練と、その後続けてきた自主トレーニングによって、常人としては高いレベルの身体能力を有し、頭脳面でも大学で高度な弁護士訓練を受けて首席で卒業したほど秀でている。そのため、下記の技能の数々を心得ており、上記の超感覚も併せることで、戦闘においては超能力を持たない犯罪者複数人を同時に相手取っても互角以上に立ち回り、暗所でも通常の人間より迅速に動けるほか、本業の弁護士としての職務全般でも優れた手腕を発揮できる。
格闘技
盲目前から秘めていた父親譲りのボクシングの素質と多数の格闘技を取り入れた素手による鋭い格闘スタイルを基本とし、戦闘となると相手の手足を折る荒々しい攻撃に加え、胴回し回転蹴りなど強力な一撃を情け容赦無く喰らわせる。
武器術
格闘技各種と共に棒術の訓練を受けたことから、棍棒の行使に長け、敵から奪った白兵戦用武器や、その場で拾った道具をも即座に相手への近接攻撃や投擲などに応用する。
アクロバット技能
子ども時代から機敏な動きができたことから、現在では軽やかなフリップジャンプや、後ろ手で手錠をかけられていても両手を胴体の前に素早く戻して披露するバックフリップ、パルクールやフリーランニングにも長けている。このことから、銃撃などの回避や、屋根の上の移動やビルのよじ登りまでを迅速に行える。
応急手当
市販の医療品やスコッチを利用した最小限な怪我の手当。9歳の頃からマットはボクサーだったジャックに施していた。
弁護士としての資質
依頼人との傾聴能力、交渉・折衝能力、対話能力などに長け、普段の冷静さも手伝って数多くの案件を弁護士として適切に処理している。
マルチリンガル
母国語である英語と大学のスペイン語学科で学んだスペイン語に堪能である。

### 武装
自警用コスチューム
マットが自警活動をはじめてから最初に着用した自警活動用の黒い衣装。前述の“覆面の男”の異名は、この衣装に因んでいる。
大きな布で作ったバンダナと布製のラップを頭に結び付けて口元から顎の部分を出した覆面、赤い縫い目が入ったポリエステル製のジムウェアと補強されたステッチが施されたカーゴパンツ、牽引力と耐久性を意識したミリタリーブーツ、強化パッド入りミリタリーグローブで構成され、後にウッドバトン用のホルダーが右大腿部に追加された。
ボディアーマーのような防具は動きを鈍らせるというマットの考えから動き易さといった実用性のみを視野に入れて作ったものであるため、防弾・防刃・電流耐性といった着用者の身を守る備えに乏しく、敵からの武器各種による攻撃で簡単に傷が付き、破れてしまうことが非常に多く、ジムウェアは複数着存在した。
当初のコスチュームは、マットがネット通販で購入した衣類各種を組み合わせて作り、普段はマットの自宅に収納されている埃を被った金属製のボックスの下段に折り畳まれて収納され、この衣装で数ヶ月間自警活動を行い、後述のデアデビル・スーツ完成まで使用し続けた。
それ以降同様のコスチュームは長らく登場しなかったが、マットが“ミッドランド・サークル”の崩壊に巻き込まれて消息を経った後には、失われたデアデビル・スーツは不要と一時思い直し、その上で自警活動復帰を決めると、保護されたクリントン教会で見つけた衣類各種を組み合わせて、かつてのものとほぼ同様のデザインのコスチュームを作成・着用し、デアデビルとして活動再開。ベンジャミン・"デックス"・ポインデクスター/偽デアデビルとの再戦や、フィスクの抹殺を決意した際には、両腕にパンチ力増強のためのムエタイロープを巻きつけ、フィスクの2度目の逮捕までにこのコスチュームで戦い抜いた。
デアデビル・スーツ（Daredevil's Suit）
マットがノブ・ヨシオカとの死闘と、それに続くフィスクとの初戦で重傷を負い、フィスクが着用しているスーツと同様に薄くて丈夫な素材で身を守れるスーツが必要だと考えを改めてから暫くした直後に着用するようになった防護スーツ。ヘルズ・キッチンの犯罪者らが恐れるシンボルとしてキリスト教の悪魔を模してデザインされ、口元から顎の部分を出したヘルメットには一対の小さな角のような突起があり、4着目以外はダークレッドを基調色に、黒を補助色に配している。
1着目と2着目はフィスクのお抱えだったメルヴィン・ポッターが、4着目はロサンゼルスでスーパーヒーローのためのスーツを手掛ける衣裳デザイナーのルーク・ジェイコブソンによって製作され、3着目の製作者と入手経路は不明。全身に纏うスーツ本体は多数の保護素材でできており、基調色の部分はケブラー製で刃物の刺突攻撃に強く、肩・膝・腹部などを保護するバリスティックナイロンと薄く織られたアルミニウムが挿入されたパッドは防御力が特に高い。ヘルメットはカーボンファイバーパネルとグラスファイバー製で、銃撃にも耐える強度を有している。このほかに共通のパーツとしてスチールナックルグローブ、戦闘用ブーツ、左大腿部のビリークラブ用ホルダーが配されている。
1着目
初めてマットからスーツ製作の依頼を受けたポッターによって完成したスーツ。分割仕様のヘルメットのほか、前腕と脛にそれぞれ配された角張っているプロテクターが特徴である。
マットは、FBIの連行から逃れようとするフィスクを倒す際に初めてこのスーツを着用し、その後数回の自警活動からフランク・キャッスル/パニッシャーとの3度に渡る戦いにまで着用した。なお、フランクとの初戦で相手の銃撃を受けたヘルメットに亀裂が入ってしまっている。
2着目
フランクとの初戦でヘルメットが破損したことで、スーツ全体を完全に作り直すことを決めたポッターによって完成したアップグレード版スーツ。保護性と外部の可動性がより高まった素材で構成され、下半身部分にはより多くの赤いアクセントが付けられている。硬質のプロテクター部分はスーツ本体に統合され、ショルダーパッドも赤くなり、前腕と脛のプロテクターは排され、より目立つニーパッド、ハイカットの戦闘用ブーツ、強化されたスチールナックルグローブが配された。フルヘッドとなったヘルメットは、強化カーボンチューブと厚く赤い防弾レンズ、若干長くなった一対の角、縁取りされたカーボンファイバーが特徴であるほか、インナーのバラクラバを着用してから被ることで、着用者の頭にきちんと固定される。
“アイリッシュ”の拷問からフランクを救出する際にこのスーツを初使用し、マットの助力を求めるエレクトラ・ナチオスによって勝手に持ち出されたこともあった。マットが一度エレクトラを喪って自警活動を辞退して以降は使われずに前述のボックスにしまいこまれていたが、ヤミノテとの再戦で再び着用することとなった。しかしこれを着ていたマットがミッドランド・サークル崩壊に巻き込まれた後に、クリントン教会に保護された時点で激しく破損していたことから、重傷を負っていたマットの治療のためにマギーたちの手で切り裂かれる。
後には、出所したフィスクがポッターを脅迫し、同等の外観をしたスーツを作らせるとデックスに与え、偽デアデビルとして暗躍させている。
3着目
フィスクの2度目の逮捕・収監以降から“ザ・ブリップ”の時期に使用したデアデビル・スーツ。スーツ本体は、ダークレッドの色合いが若干メタリックになり、腹部のパッドがダークレッドに、分割されたパネルが黒にと双方のカラーが反転しており、ベルトのバックルがより明るい銀色となり、胸部パッドが微妙に傾斜しているなど、2着目との微妙な差異が見られるが、ブーツ、グローブ、ホルダー、ヘルメットは2着目とほぼ同様である。
このスーツの着用場面は、マヤ・ロペスとの格闘戦の際のみである。
4着目
ルーク・ジェイコブソンによって製作されたデアデビル・スーツ。素材、パネルデザイン、ホルダーなどは以前の3着のスーツとほぼ同等だが、外観上の特徴として、基調色がゴールデンイエローとダークレッドのツートーンカラーとなり、両腕にグレーのハイライトが施されている。両腰にはグレーとゴールデンイエローのパネルが、脛にはパッドが、グローブには強化鉄板が追加され、頑強な素材でできたヘルメットはバラクラバが内側に統合されたため、着脱がより容易になった。
ロサンゼルスでユージーン・パティリオ/リープフロッグによる一件の戦いで使用され、後日にはトッド・フェルプス/ハルクキングとエミル・ブロンスキー/アボミネーションの逮捕に立ち会うジェニファー・ウォルターズ/シー・ハルクの傍らにマットが突如降り立った際にも着用されている。
ウッドバトン
2本の木製のバトン。幼少期のマットがスティックとの訓練で使った何の変哲もない武器で、一度離別したスティックに持ち去られたが、現代においてスティックがブラックスカイを巡る戦いの際にマットに返された。これ以降、自警用コスチュームのホルダーに挿して携行され、スティックとの乱闘やカール・ホフマンによるクリスチャン・ブレイク毒殺の阻止、ノブとの死闘でマットに使われてきたが、フィスクに痛めつけられてジェームス・ウェスリーにとどめを刺される寸前、反撃のためにウェスリーにこれを投げ付け、回収せずにその場を離脱したため、失われる。
ビリークラブ（Billy Club）
両端の赤いグリップが特徴の金属製の特殊警棒。マットから初めてスーツの製作を依頼されたポッターがスーツと共に製作した武器で、デアデビル・スーツのホルダーに挿して携行される。近距離攻撃において1本の短い杖としてもふるうほか、長短2本のバトンに分割の使用や、ブーメランのように投擲武器としても駆使することができる。
フィスクとの2度目の激戦で1着目のデアデビル・スーツと共に初使用され、相手に利用されたものの、結果的にフィスク打倒に一役買う戦果を挙げた。また、フランクにも利用されたことがある。
2着目のデアデビル・スーツが作られた後には、より高い強度の金属性クラブがポッターに製作され、直接攻撃のほか、内蔵された長さ調整も可能で丈夫なグラップリングフックを高所に打ち込むことによってスイングアクションによる移動も行えるようになった。ノブとの決戦直前にポッターからマットへ送られ、彼に愛用されるようになり、ソワンデへの拷問にも使われたこともあったが、マットがミッドランド・サークル崩壊に巻き込まれた際に紛失している。後には、2着目のスーツと同様にフィスクに脅迫されたポッターによって同等の武器が作られ、デックスに与えられている。
このほかにもマットは戦闘において、敵のスタンバトン、鎖、消火器、自宅の家具各種、ノブの距跋渉毛、鉄パイプ、酒瓶、忍刀、スタンガン、愛用の白杖などを直接攻撃に利用しており、敵からの銃撃を防ぐためにゴミ箱の蓋や丸テーブルを盾代わりに使ったこともあった。前述の理由から敵への銃撃は行わないもののウィンチェスター M1200を殴打に、ベレッタ92FS Inoxのマガジンを投擲用の武器に行使したほか、マダム・ガオが管理する“三合会”のヘロイン密造倉庫で火事を起こした際には、消火のために警備員の1人から奪ったUZIをスプリンクラー設備に発砲した。 更にフランクによってダクトテープで右手に固定されたS&W 327 NGを、自身の捕縛に巻かれていた鎖の切断に1発分のみ発砲したほか、威嚇や殴打にも使用している。また、スーツが手元に無かった際には、一度だけジェシカ・ジョーンズのストールを覆面代わりに頭に巻いて戦ったこともある。

### 各作品での活躍
『デアデビル』
本作でMCU初登場。
シーズン1
自警活動に本格的に乗り出し、フォギーと事務所を設立した直後にカレンの雇用、夜勤看護師であるクレア・テンプルとの出会いを経て、フィスクの存在とその名を知らされ、続くロシアン・マフィアとの戦いの最中、フィスクの罠にかかって濡れ衣を着せられ、彼の息がかかった警察に逮捕されかけるも、遂にフィスクと無線越しに初コンタクトに成功しつつ、窮地を脱した。
再会したスティックとの共闘と対立の一件後、ブレイク殺害の濡れ衣をも着せられるが、ベン・ユーリックとの接触やフィスクと初対面を果たすと、ノブとの死闘に辛勝した代わりにフィスクに痛めつけられて敗走。フォギーに自警活動と自身の力を知られて友情に亀裂が入り、このことからカレンとも仲が不安定となってしまった。
それでもフィスク打倒のために探し当てたポッターの協力を取り付けることと、三合会のヘロイン倉庫壊滅に成功。カレンに弱音を漏らし、フィスクの手にかかったベンの葬儀後、フォギーとも友情を取り戻してフィスクの息がかかったホフマンに出頭させ、フィスクの逮捕に漕ぎ着けた。フィスクが護送中に一度逃げ出すと、新しいスーツを身にまとい、再戦に突入。激闘の末に勝利して、フィスクの収監に追い込んだ。
後日、自警活動を行う自身はニューヨーク・ブレットによって“デアデビル”と命名され、気持ちを新たにカレンやフォギーと3人で法律事務所を続けていく思いを確かめ合う。
シーズン2
本シーズンでは、フランク/パニッシャーとの対決や、大学時代に因縁が深い仲になっていたエレクトラとの交流、暗躍を始めたヤミノテとの戦いが描写される一方で、そのような混迷していく事態や、嘘と隠し事を重ねていったこともあり、カレンやフォギーとの絆が段々と崩れていってしまうことになる。
2016年の夏、自警活動に反対な考えを隠せないフォギーから心配を深められる中、新たに現れてギャングらに私的制裁を下していくフランクと対峙し、度重なる苦戦と超感覚の一時的な混乱を強いられ、一度捕縛された際には彼と互いの正義を激しく否定しあったが、アイリッシュに拷問されて重傷を負ったフランクを救出すると、自身の過去を話した彼の身柄を警察に引き渡しつつ同情の念も抱くようになり、後日にはフォギーや男女仲となって距離を縮めていったカレンと共にフランクの弁護を請け負って彼の減刑に務めようと決める。
しかし、突然現れて裏の仕事の協力を持ちかけてきたエレクトラを最初は忌避しつつも、報酬金を事務所の口座に振り込まれたしがらみなどからその後複数回に渡って手を貸すだけでなく、結局彼女とはスティックの再登場もあって腐れ縁となってしまっていった。このことがフランクとの司法取引に失敗しただけでなく、もつれ込んでしまった彼の裁判では冒頭陳述に遅刻し、必死の減刑誘導弁論に出ても、さまざまな干渉もあって暴言を吐いたフランクを最終的に刑務所送りにしてしまってフォギーから激しい失望を買い、フランクに対する見解の相違と自宅に介抱していたエレクトラへの誤解からカレンにも拒絶され、挙句の果てには自分たちの事務所の閉鎖に追い込まれるなど負の連鎖を招いてしまった。
それでも自警活動をやめることはなく、フィスクとの面会を経て血液を抜かれていた子どもたちを巡るヤミノテのノブら忍者集団との連戦に身を投じた後、ガオから得た情報で脱獄したフランクの復讐阻止に乗り出し、それを終えるとスティックと諍いを起こすエレクトラを止め、彼女が生ける武器ブラックスカイであると判明すると、忍者らに拉致されたカレンたちを救った後に、この戦いが終わったら2人で駆け落ちしようとエレクトラと約束しあった。だが突入した忍者集団との激しい決戦ではフランクの援護射撃もあったものの、自分を庇ってエレクトラはノブの一撃で致命傷を負って息を引き取ってしまった。
ノブを惨殺したスティックと2人でエレクトラの遺体の埋蔵に立ち会うと、「彼女を愛した価値はあった」と告げ、フォギーとは別々の道に進むことを認め合い、事務所に呼び出したカレンに自分がデアデビルであることを告白する。
『ジェシカ・ジョーンズ』や『ルーク・ケイジ』、『アイアン・フィスト』、『パニッシャー』では、マット/デアデビル本人の直接の出演は無いものの、クレアやガオ、フランクが彼の話題を度々出しているほか、各作品の登場人物の一部からもその存在を周知されている台詞がある。
『ザ・ディフェンダーズ』
本作は同じくNetflix配信のドラマ作品に登場したジェシカ・ジョーンズ、ルーク・ケイジ、ダニー・ランド/アイアン・フィストとのクロスオーバー作品である。
これまでの出来事から多くのものを失ったため、街中から人々の助けを呼ぶ声が聞こえても自警活動には乗り出さず、弁護士として単身での無償弁護に精を注いでおり、再会したカレンにもその旨を告げるが、心の奥底ではデアデビルに戻りたい気持ちを抱える日々を過ごしていた。そんな中、ニューヨークに発生した大地震の直後に火事場泥棒の声を聞きつけ、生身で暴漢を撃退してしまった翌日、“ホガース法律事務所”で働いているフォギーから連絡を受けて再会。昨夜の自警活動に気づかれてその身を案じられると、弁護士の仕事を外注され、尋問を受けていたジェシカの元へ代理人として赴いた。
ジェシカへ彼女の力のことや「キルグレイブとの顛末も知ってる、何か普通じゃない事が起きていたら教えて欲しい」と話し、ジェシカの釈放手続きをすませるが、その場の不穏な空気感を察して後日、探偵業に励んでいた彼女を尾行。しかし気付かれて逆に尾行し返され、巻くために路地裏を駆け登る瞬間を撮影されてしまった。再びジェシカをミッドランド・サークルまで追って撮られた証拠写真を処分するも、その場の銃声を聞き取って現地に駆けつけると、ルーク&ダニーとヤミノテの手先らの乱闘に巻き込まれ、そこに現れたエレクトラ/ブラックスカイと対峙。彼女が死亡したはずのエレクトラであると気づき刺されそうになるが、ダニーに助けられて彼とルーク、同じく巻き込まれたジェシカとエレベーターに乗り込んで脱出した。
そのまま4人で中華料理店に身を隠すと、ダニーからヤミノテ打倒のために戦おうと持ちかけられるが、かつてヤミノテとの戦いでエレクトラを失った経験から断固拒否して抜け出そうとした。だがジェシカにデアデビルの正体であることを見抜かれ、またしても現れたスティックからヤミノテや記憶を消されて復活したエレクトラへの警告と自警活動辞退の糾弾を受けると、皆にエレクトラとの繋がりを伏せつつ渋々共闘を承諾。そこへ包囲してきたヤミノテ率いるアレクサンドラ・レイドにダニーの引き渡しを要求され、再戦になると、敵側にいたエレクトラと向き合って呼びかけたが、完全に身を結ぶことは無く立ち去られ、ジェシカ、ダニー、スティックと“チカラ道場”に逃げ込むと一度連れ去られたと思われたルークがソワンデを逆に捕らえてきた。そして、カレンに危機が迫っているから身を隠すよう説得した後、デアデビル・スーツに身を包み、トリシュ・ウォーカーを連れ出してムラカミに襲われたジェシカを救い、相手を撃退。自らソワンデを拷問するが、遂にエレクトラの素性について皆に打ち明けることになって揉めてしまい、更にダニーの“アイアン・フィスト”の力がヤミノテに渡ればニューヨークを危険に晒すかもしれないと判明すると、ダニーの身を隠すことを提案するが、ダニー本人がそれを受け入れず、一同の対立にもつれ込んだため、ジェシカやルークと協力して抵抗するダニーを昏倒させ拘束した。
以前のヤミノテとの戦いで、ミッドランド・サークル建設現場の地下に深い縦穴を見つけたことを思い出し、深い縦穴の意味と、敵の目的を探ろうとダニーをルークに任せ、ジェシカと2人でサークルの建築士のジョンの家に赴くと、ピアノの中から見つけたサークルの設計図からジョンが集めた爆弾で縦穴を爆破し、塞ごうとしていたことを確信。ダニーたちの元に戻るも、異変に気付いて駆けつけると、アレクサンドラやスティックを手にかけただけでなく記憶も取り戻してヤミノテの長の座に着いたエレクトラに一蹴され、ダニーを連れ去ってしまった。
29分署で目覚めると、スティックとソワンデの死体が見つかった事件の参考人としてジェシカやルークと共に身柄を一時抑えられ、事情聴取を受けるが、警察ではヤミノテを止められず、今この街を救えるのは自分たちだけとの思いから、デアデビル・スーツをフォギーに託されると、3人で29分署から脱走し、地下鉄でミッドランド・サークルの裏口に到着。待ち構えていたガオ、ムラカミ、バクトとの激戦をコリーン・ウィングの加勢で撃退し、クレアと共に駆け付けて警察を食い止めることを決めたミスティ・ナイトの協力も得てサークル内に侵入すると、討論の末にコリーンが署内から盗んで来たジョンの爆弾と設計図を使い、ダニー救出後にサークルの爆破実行を決めた。
そしてジェシカやルークと3人で壁の向こう側で発見したエレベーターで降り立った縦穴の底でダニーを見つけ、彼を加えた4人でエレクトラ、ガオ、ムラカミを中心とするヤミノテとの決戦に突入。戦闘の余波でコリーンたちが設置した時限爆弾が起動してしまった音を耳にし、ジェシカ、ルーク、ダニーを避難させて自身はエレクトラの心を取り戻すためにこの場に残ることを決意するとダニーへ「街を守れ」と耳打ちし、3人がエレベーターで上昇したことを確かめると、1対1でエレクトラに向き合い、自身に攻め立ててくる彼女に抵抗しながら語り続けた。その姿に応えたエレクトラも攻撃の手を止め、互いにキスを交わすが、爆破したミッドランド・サークルの崩壊に巻き込まれ、彼女と共に生き埋めとなる形で消息不明となる。
このことは彼の帰りを待っていたカレンとフォギー、クレアを落胆させ、共に戦ったジェシカたちにも空虚感を与えることとなった。しかし暫くして、何処かの修道院のベッドの上で傷を手当てされた状態で意識を取り戻す。
『デアデビル』シーズン3
本シーズンでは、カレンにデアデビルに纏わる自分の秘密を打ち明けた際のやりとりや、ミッドランド・サークル崩壊時に、地下の下水道に流されてニューヨークの埠頭に流れ着き、聖アグネス孤児院に保護されていたことが明らかになり、エレクトラを再び失ったことも手伝い、心身ともに傷だらけとなって自分を卑下する発言や周囲に対して八つ当たり同然の不貞腐れた態度も繰り返すが、ラントム神父や再会したマギーにカレン&フォギーとの触れ合いで、ヘルズ・キッチンで生きる意味と自分の居場所を見つめ直し、自警活動に復帰することになる。その中で、自問自答の描写としてフィスクやジャックの幻影からの挑発・詰問に反発・返答するという姿も度々見せる。
聖アグネス孤児院で重傷を手当てされた状態で目覚めると、ラントムやマギーの世話を受けつつ、鈍った身体を整え、支障をきたした聴覚も取り戻そうとトレーニングを少しずつ行うが、ボクサーとのスパーリングではダウンしてしまうほどまだ本調子でないにも拘らず、街で悪党退治を始めた結果、敗れた。だが手がかりを得て小悪党のアジトのオーガニック・クリーニング店を見つけ、雪辱を果たして警察に通報。その後、フィスクが刑務所を離れ高級ペントハウスに移送されたことを耳にすると、彼の弁護士のベン・ドノヴァンに情報を吐かせ、フォギーと再会して驚かすと、自分との決別とフィスクに狙われていることを告げて、フォギーの身分証明書を掏りとった。
翌日、それらを使って更なる情報収集のために、フィスクが収監されていた刑務所に忍び込み、そこで情報を得た代わりに、連絡してきたフィスクの手中にある多数の受刑者らと乱闘を繰り広げた挙句、脱出後に乗り込んだタクシー共々海へ落とされたが、難を逃れた。それから再会したカレンに、フィスク移送に関わったジャスパー・エヴァンスの捜索を頼み、見つけたエヴァンスに証言させようとしたが、彼を保護したブレティン本社に偽デアデビル（デックス）が出現し、危険にさらされたフォギーを救ったものの、自身を倒した偽者にエヴァンスを殺害されてしまった。
これを受けて後日、フィスクに脅されて偽デアデビルのスーツを作らされたポッターの罠に嵌るも、偽者がFBIだと知らされ、突入してきたFBIに彼だけを逮捕させ、ポッターの恋人のベッツィに、街から逃げるよう警告した。そしてFBI捜査官のレイ・ナディームと互いの利益のために協力関係を結び、怪しいと睨んだデックスを調べるため彼の部屋に侵入。そこで見つけた隠し金庫の匂いとカウンセリングのカセットから偽者=デックスであると確信し、デックスからの追撃をやり過ごして離脱したが、遂にマギーが実母であると知り、一時は何もかも信じられなくなるほど不安定になってしまった。それでもフィスクに利用されたナディームの連絡を受け、罠だと知りつつもフィスクを仕留める絶好の機会としてペントハウスに侵入した。しかしカレンが命を狙われていると知り、やむを得ず彼女を救うことを決め、クリントン教会でデックスと再戦。途中でカレンを庇ったラントムが殺されてしまい、ウェスリーを殺したことをフィスクに知らせたためカレンが狙われたと知ると、FBIとして捜査し始めたデックスをやり過ごして、カレンを守り切った。
この辺りからフィスクを殺そうという考えに支配されはじめるが、手先から救ったナディームに彼の家族を守るために協力を持ちかけて正体を明かし、彼の弁護をフォギーと2人で引き受け、フィスクの暗躍について証言すると誓わせた。だが裁判所へ向かう途中に襲撃され、裁判で証言しても陪審員の妨害を受けるなどした挙句、ナディームがデックスの手にかかったことを知ると、フィスクに対して超えてはならない一線を超えることを決意した。
そしてフィスクの片腕の男からフィスクとヴァネッサ・マリアンナの結婚式が開催されることを吐かせると、デックスに彼の想い人であるジュリー・バーンズがフィスクに殺されたと明かして証明させ、そこからナディームの臨終供述の動画拡散で騒然としていた結婚式場に到着し、フィスクへ仇討ちしようとしていたデックスと戦いつつフィスクを追い、ペントハウスで決戦に突入。三つ巴の死闘の最中、デックスを戦闘不能に追い込んだフィスクを痛めつけると、殺せと挑発された。しかし一線を越えることはなく、フィスクに対しデアデビルの秘密を公表せず、カレンとフォギーにも手を出さないよう要求し、従わなければ自分がヴァネッサを狙うと警告した。フィスクがこれに応じると、駆け付けた警察に事後処理を任せて立ち去った。
今回の一件がひと段落すると、マギーと向き合い、ラントムの葬儀で彼の人となりを含む弔辞を読み、その後ネルソン家で開かれたホームパーティーにも参加し、カレンやフォギーと3人で新たな法律事務所を開くことを決める。
上記作品はMCU正史として認められているが、一部の設定が引き継がれていない場合がある。
『スパイダーマン:ノー・ウェイ・ホーム』
本作ではクエンティン・ベック/ミステリオの陰謀により、ロンドン襲撃とミステリオ殺害の冤罪をかけられたピーター・パーカー/スパイダーマン及び共犯とされたMJ、ネッド・リーズ、メイ・パーカー、ハッピー・ホーガンの弁護を担当。ミステリオ殺害については不起訴とすることに成功した。また、ミステリオのフェイク動画を鵜吞みにした“デイリー・ビューグル”の報道を真に受けた市民がパーカー家に投げ込んだレンガを、振り向きもせずにキャッチすると、ピーターから疑惑の目を向けられたが、本人は「"腕利き"なんだ」（日本語吹替版では「良い弁護士なんだ」）とはぐらかしている。
未公開映像では、“スターク・インダストリーズ”の技術の流出について尋問されるハッピーの弁護が直接描写されている。
『シーハルク:ザ・アトーニー』
本作では主人公ジェニファー/シー・ハルクが依頼した起訴の相手となったルークの弁護人として登場。また彼の発言により、“ソコヴィア協定”が廃止されていることが判明した。その後はデアデビルとして登場し、Netflixドラマ版より格段に身体能力が上がっており、駐車場の屋上からパルクールを使い安全に下に降りる他、暗閉所での近接格闘を見せた。
『エコー』第1話
本作ではマヤとその仲間が襲撃した警察署にて登場し、マヤと近接格闘を行った。
『デアデビル: ボーン・アゲイン』
シーズン1
本作の初期には自警活動を休止している。
赤、黒、白、黄などの色を基調とした複数のスーツが登場。
シーズン2

#### 別アースでの活躍
アース616での登場ではないが、マーベル・スタジオが制作した作品に登場する。
『X-MEN '97』シーズン1 （アース92131）
最終話『寛容は絶滅 第3部』にセリフなしのカメオ登場。
原作と同様、全身深紅のコスチュームで胸にDDのマークをつけている。ビリー・クラブを使い、暴動を起こす人々を制止する。
『ホワット・イフ...？』シーズン3 （アース72124）
第4話『もしも...ハワード・ザ・ダックが結婚したら？』にセリフなしのカメオ登場。
マット・マードックとしてカレン・ペイジと共に、グランドマスターが主催するパーティに参加している。
『スパイダーマン:フレンドリー・ネイバーフッド』シーズン1 （アースTRN1450）
声 - チャーリー・コックス、吹替 - 内田夕夜
別アースにおけるピーターが能力を得た1年目が描かれるアニメシリーズ。本作では黒を基調としたコスチュームで登場している。

## その他のメディアミックス作品

### 実写映画
『超人ハルク 敵か？ 味方か？ テアデビル』
演 - レックス・スミス
1990年のテレビ映画。日本語版ではテアデビル表記となっている。
『デアデビル』
演(大人) - ベン・アフレック | 吹替(ソフト版) - 小山力也、(機内上映版) - 咲野俊介
演(若い頃) - スコット・テラ |  吹替(ソフト版) - 小林良也
2003年に実写映画化された。アース701306。
『エレクトラ』
2005年公開の実写映画。上記『デアデビル』のスピンオフ作品。
本編ではデアデビルの登場シーンはカットされているが、ディレクターズカット版にて彼が再登場している。

### アニメ映画
『スパイダーマン:スパイダーバース』
2019年公開のアニメ映画。キングピンの養子として子供時代のマットがカメオ出演している。
『LEGO マーベル / アベンジャーズ ミッション・デモリション』
Disney+にて2024年配信のアニメ映画。セリフはないが、アベンジャーズの一員として登場している。

### アニメ
『スパイダーマン&アメイジング・フレンズ』
声 - フランク・ウェルカー、吹替 - 石丸純
1981年のテレビアニメシリーズ。
第20話『偽スパイダーマンを追え』にて初登場。
『スパイダーマン』
声 - エドワード・アルバート、吹替 - 石丸純
1994年のテレビアニメシリーズ。
シーズン3 第3話『第6章 だまされたピーター・パーカー』にて初登場。
『ファンタスティック・フォー』
声 - ビル・スミトロヴィッチ、吹替 - 花輪英司
1994年のテレビアニメシリーズ。
第14話『デアデビル現る』にて初登場。

### OVA
『スパイダーマン対デアデビル』
声 - エドワード・アルバート、吹替 - 字幕版のみ
上記『スパイダーマン』作品をOVA化した作品。

### CM
『Coca-Cola x Marvel: The Heroes』
コカ・コーラとマーベルヒーローズがコラボしたCM。
アメコミの中から登場し、レーダーセンスで発見したコーラを取りに行く役目を果たす。

### ゲーム
『スパイダーマン』
声 - ディー・ブラッドリー・ベイカー、吹替 - 根本央紀
2000年発売のPlayStation用アクションアドベンチャーゲーム。
濡れ衣を着せられたスパイダーマンを捕まえようと彼の前に現れるが、弁明を聞いた上で彼を信用し、警察が近づいていることを忠告する。
『The Punisher』
2005年発売のサードパーソン型アクションゲーム。
ゲスト登場としてパニッシャーと共闘する。
『LEGO マーベル スーパー・ヒーローズ ザ・ゲーム』
声 - 小山力也
ワーナー・ブラザーズより2015年発売のアクションアドベンチャーゲーム。
『LEGO マーベル スーパー・ヒーローズ 2 ザ・ゲーム』
声 - 小山力也
上記作品の続編。2017年発売。

### 計画のみ

#### 映画
- 20世紀FOXからマーベルに権利が戻る前、ジョー・カーナハン監督による3部作のデアデビル実写映画が企画されていた[19][20]。過去の時代設定を舞台に、音楽ジャンルに応じた作品トーンで構成される構想であった。『Dardevil '73』はクラシック・ロック、『Daredevil '79』はパンク・ロック、『Daredevil '85』はニュー・ウェイヴとして予定していたと監督が語っている。

- 2011年、20世紀FOXが権利を持っていたマーベルキャラクターのクロスオーバー映画が企画されていた[21]。デアデビルの他にX-MEN、ファンタスティック・フォー、デッドプールなどのキャラクターが登場する予定だった。監督としてポール・グリーングラスが就任しかかっていたが別の企画へと移ってしまった。
- 2024年公開の『デッドプール&ウルヴァリン』へのカメオ出演として、上記のベン・アフレック演じるデアデビルが登場する予定であった[22]。総勢70人の登場可能マーベルキャラクターのネーム・メニューのトップにある一人であったが、打診やオファーとまでは行かなかった[23]。しかし、作中にてヴィランであるカサンドラに既に殺されていたという設定のみ残されている。

テレビドラマ
- 1975年、デヴィッド・ボウイの妻アンジー・ボウイ（英語版）がデアデビルとブラック・ウィドウのテレビ放映権を1年間確保。ベン・カラザーズ（英語版）をデアデビル役、自身をブラック・ウィドウ役としたテレビシリーズを企画した。デヴィッドの衣装を担当したテリー・オニール（英語版）とナターシャ・コーニルコフに衣装デザインを依頼したが、マーベルがこの企画に興味を持たず計画はお蔵入りとなった[24]。

テレビアニメ
- 1980年、ABCは"超犬ライトニング"という盲導犬を主人公としたデアデビルのテレビシリーズを計画していた[25]。